# Plaza de los Treinta y Tres

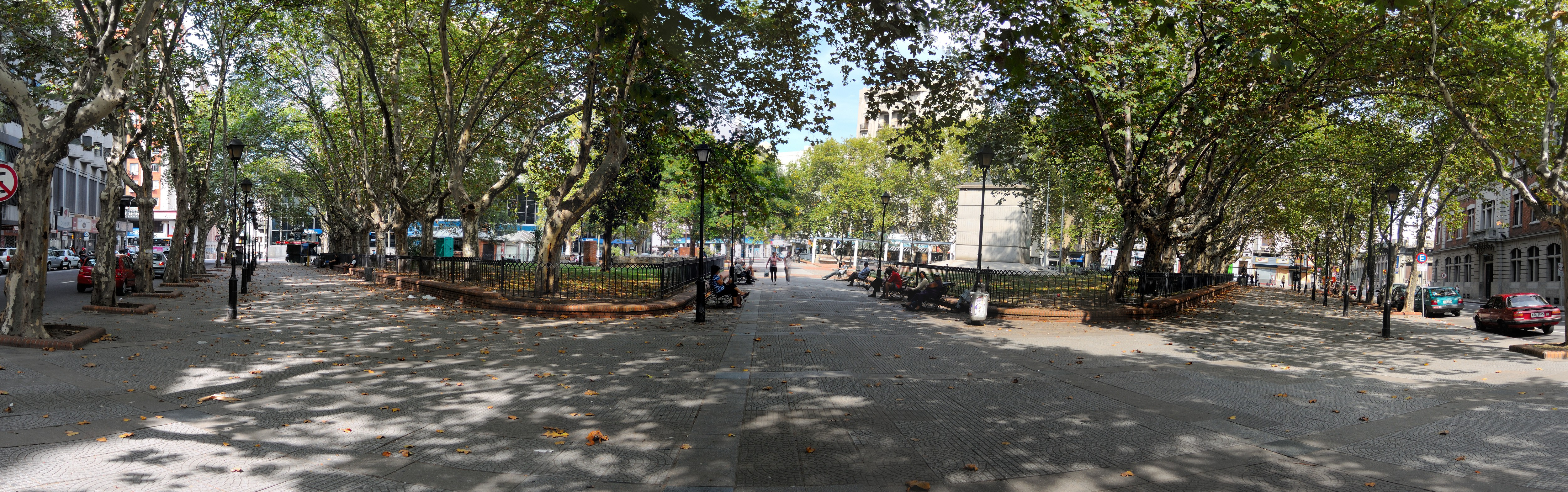
Plaza de los Treinta y Tres in Montevideo

Die Plaza de los Treinta y Tres ist ein Platz in der uruguayischen Hauptstadt Montevideo.
Er befindet sich im Barrio Cordón an der Avenida 18 de Julio und den Straßen Minas, Colonia und Magallanes. Er entstand 1833 aus einer Anwohnerinitiative, als der Platz zum Gemeineigentum für Marktzwecke erklärt wurde. Ursprünglich Plaza de Artola genannt, erhielt er durch Erlass des Kriegs- und Marineministers vom 8. November 1856 seinen heutigen Namen. 1871 folgte eine Umgestaltung des Platzes in eine Freizeitanlage. 1892 wurde er dann durch den Landschaftsmaler Édouard André neugestaltet. Abermals erhielt er 1930 ein neues Erscheinungsbild. In den Jahren 1982, 1998 und 2000 folgten weitere bauliche Änderungen durch die Intendencia Municipal von Montevideo.
Seit 1975 ist der Platz als Monumento Histórico Nacional klassifiziert.